# Diadegma novaezealandiae
Diadegma novaezealandiae là một loài tò vò trong họ Ichneumonidae.